# Tenacious D e post apocalypto
Tenacious D e post apocalypto (Tenacious D in Post-Apocalypto) è un film del 2018 diretto da Jack Black e Kyle Gass che racconta in chiave comica la Tenacious D, realmente esistente, formata dal duo di protagonisti Black e Gass.